# Jean Henri Cless
Jean Henri Cless, né en 1774 à Strasbourg et mort le 15 mars 1812 dans la même ville, est un peintre français.

## Biographie
Élève de Jacques-Louis David, il commence à être actif vers 1800 et expose à Paris aux Salons de 1804 à 1808. 
D'après le dictionnaire artistique Thieme-Becker, il est de retour en 1811 en Alsace, où de nombreuses collections privées conservent de ses œuvres.
Cless a aussi été dessinateur et miniaturiste.

## Envois aux salons
- 1804, no 106, Un tableau de famille, no 107, un atelier de peintre. Dessin, l'artiste est mentionné comme élève de David.
- 1806, no 108, Un cadre renfermant des miniatures, l'artiste est domicilié 25, place Dauphine[3].
- 1808, no 135, Un cadre renfermant des miniatures, l'artiste est domicilié 25, place de Thionville.

## Œuvres
- Le Cabinet des Estampes et des Dessins conserve six dessins et 3 portraits miniatures

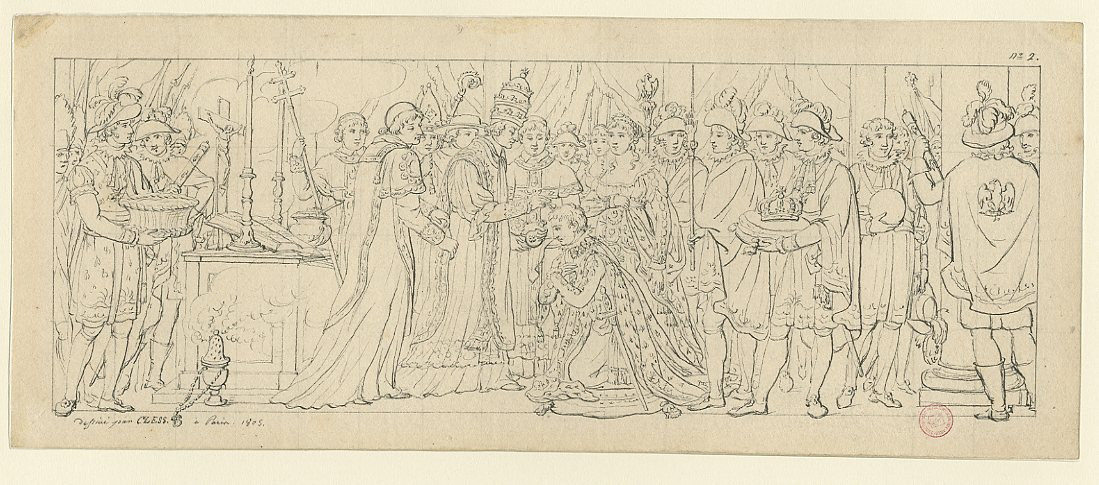
Couronnement de Napoléon par Jean Henri Cless
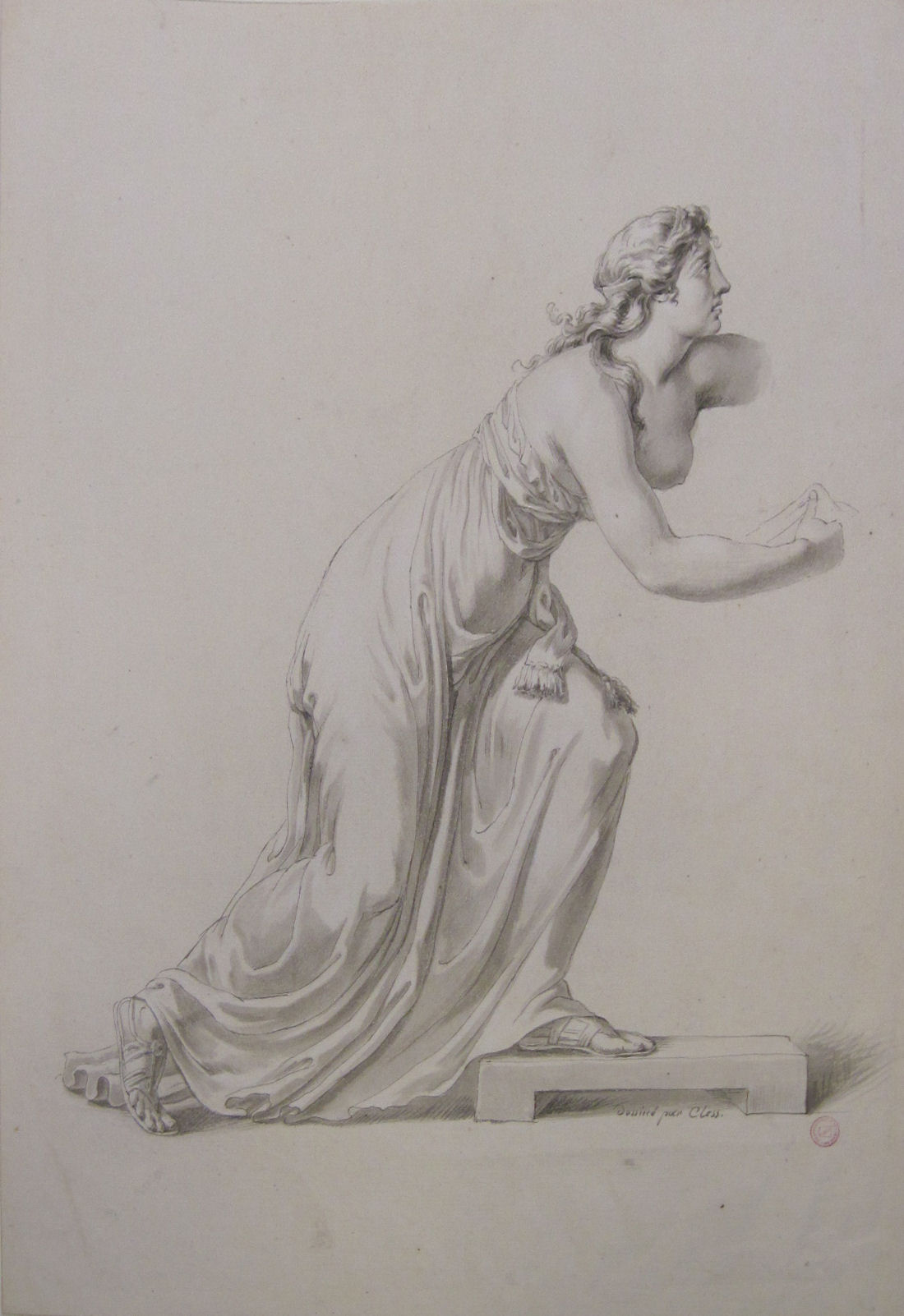
Copie d'une statue grecque par Jean-Henri Cless

- Un dessin, non localisé, gravé par Westermayr, (vraisemblablement Conrad Westermayr), représentant l'explorateur François Levaillant.
- Un dessin, non localisé, portrait de Louis Antoine Bougainville.
- Paris, musée Carnavalet, un dessin représentant Un atelier d'artiste en 1804, dit « L'atelier de David », Crayon, lavis d'encre et plume, 46,2 × 58,2 cm. À propos de cette œuvre voir le commentaire d'Edwart Vignot, publié sur le site  La tribune de l'Art, très vraisemblablement le dessin du salon de 1804.
- Saverne, musée, Portrait de Maurice Kolb, huile sur toile, 97 par 79, signée et datée 1810.
- Non localisé, une huile sur toile, 81 par 64,5 cm, signée et datée Cless Pinxit 1807, est passée en vente à Paris, maison de vente aux enchères Rossini, le 16 mars 2007, no 89 du catalogue où elle est reproduite. Elle y a été intitulé : Le Concert familial.

Le dessin du musée Carnavalet est l'œuvre la plus connue de l'artiste. Ce dessin fut acquis par le musée en  1900 de M. Bernard. En 1982, il fut présenté lors de l'exposition : La Révolution française, Le Premier Empire, Dessins du musée Carnavalet, no 20 du catalogue, notice de Renée Davray-Piekolkek, qui signale que David est sans doute le personnage coiffé d'un chapeau haut-de-forme, reconnaissable à la tumeur qui déforme sa joue gauche. Au mur est accroché l'Hector peint par David à Rome en 1778.